# Pierre-Frédéric Bonneville
Pierre-Frédéric Bonneville (né à Villeneuve-le-Roi le 5 septembre 1768) est un numismate français.

## Biographie
Il publie en 1806 un ouvrage intitulé "Traité des monnaies d'or et d'argent qui circulent chez les différents peuples ; examinées sous les rapports du poids, du titre et de la valeur réelle avec leurs divers empreintes" Paris, chez l'Auteur, Duminil-Lesueur, 1806 publié sous le patronage de Napoléon, adressé à toutes les villes commerciales et à tous les souverains du monde.

## Œuvres
Pierre-Frédéric Bonneville, Traité des monnaies d'or et d'argent qui circulent chez les différents peuples, examinées sous les rapports du poids, du titre et de la valeur réelle avec leurs divers empreintes, Paris, Duminil-Lesueur, 1806 (lire en ligne)